# Cape Cheetham
Cape Cheetham är en udde i Antarktis. Den ligger i Östantarktis. Nya Zeeland gör anspråk på området.